# بدا فوم
بدا فوم (انگلیسی: Beda Fomm) یک شهر ساحلی کوچک در جنوب غربی برقه، لیبی است. این شهر بین شهر بندری بسیار بزرگتر بنغازی در شمال غربی آن و شهر بزرگتر عقیله (لیبی) در جنوب غربی واقع شده‌است. بدا فرم عمدتاً به دلیل اینکه محل درگیری نهایی عملیات قطب‌نما در جنگ جهانی دوم شناخته می‌شود.